# Георгий (Хрисостому)
Митрополи́т Гео́ргий (греч. Μητροπολίτης Γεώργιος, в миру Гео́ргиос Хризосто́му греч. Γεώργιος Χρυσοστόμου; род. 3 августа 1964, Салоники) — епископ Элладской православной церкви (формально также Константинопольской православной церкви), митрополит Китрский, Катеринский и Платамонский (с 2014).

## Биография
Родился 3 августа 1964 года в Салониках, в Греции, в семье Харлампия и Ирины Хризостому.
В 1986 году окончил философский факультет, а в 1990 году — богословский факультет Аристотелевского университета в Салониках. В 1989 году получил степень по богословию, а в 1994 году — степень доктора филологических наук в области византийской литературы. Позднее обучался во Франции и Италии. Его диссертация на тему «Ο Υμνογράφος Γεράσιμος Μοναχός Μικραγιαννανίτης και οι Ακολουθίες του σε Αγίους της Θεσσαλονίκης : Συμβολή στη μελέτη του βίου και του έργου του» была опубликована в 1997 году.
В 1989 году в Салониках хиротонисан во диакона, а в 1990 году — во пресвитера, служил в Салониках. В 1995 году поступил в клир Веррийской, Наусской и Камбанийской митрополии, где служил в качестве протосинкелла.
С 1995 по 2007 год он был преподавателем в Высшей духовной академии в Салониках сначала в качестве доцента, а затем в качестве штатного профессора. Он работал приглашенным профессором на богословском факультете в Православном университете Республики Конго в 2010 году и в Академии теологии в городе Киеве в 2011 и 2013 годах.
10 мая 2010 года был одним из кандидатов для рукоположения в сан митрополита Лангадасского, Литиского и Рендинского, но набрал 21 голос и уступил архимандриту Иоанну (Тассьясу), который набрал 41 голос. 
27 февраля 2014 года решением Священного синода иерархии Элладской православной церкви избран для рукоположения в сан митрополита Китруского, Катеринского и Платамонского.
1 марта 2014 года состоялась его архиерейская хиротония.
Вошёл в «Список сослуживших с украинскими раскольниками иерархов Элладской Православной Церкви», распространённый циркулярным письмом Московской патриархии 8 ноября 2022 года, «с кем не благословляется молитвенное и евхаристическое общение и в епархии которых также не благословляется совершение паломнических поездок».